# Società Dantesca Italiana
La Società Dantesca Italiana è un'associazione culturale italiana senza fini di lucro avente lo scopo di promuovere manifestazioni e iniziative tese a tenere viva la memoria di Dante Alighieri e in particolare di curare o incoraggiare la pubblicazione di opere sulla vita e sulle opere del sommo poeta.

## Il sodalizio
La Società Dantesca Italiana nacque con lo scopo di promuovere tutte le manifestazioni e le iniziative utili al fine di promuovere la figura di Dante e di valorizzare le pubblicazioni delle opere sulla vita e sulle opere del sommo poeta italiano. Fu fondata il 31 luglio 1888, presso la sede della Sala di Leone X nel Palazzo Vecchio a Firenze. Il primo presidente fu Pietro Torrigiani, già sindaco della città toscana.
Nell'1889 si concretizzò la valenza scientifica della Società attraverso l'edizione del testo critico della Divina Commedia e di opere minori a cui seguì la pubblicazione del Bullettino societario con "scritti concernenti la ricerca e la notizia di fatti" sulla vita e le opere di Dante, che divenne presto, grazie alla competenza di direttori quali Michele Barbi ed Ernesto Giacomo Parodi, un notevole punto di riferimento per gli studiosi dell'Alighieri.
Nel 1890 divennero stabili gli uffici ed istituita la biblioteca, e nel 1899 la Società aprì la "Sala di Dante" per le celebrazioni del poeta. Il 27 aprile di quell'anno Guido Mazzoni inaugurò in Orsanmichele il primo ciclo di Lecturae Dantis.
Nel 1901 la Società divenne Ente morale, e la Lectura Dantis venne costantemente assicurata mediante la pubblica lettura e l'illustrazione della Divina Commedia e delle opere minori in Orsanmichele.
Nel 1904 la sede si trasferì nel prestigioso Palazzo dell'Arte della Lana, adiacente all'edificio di Orsanmichele, dove si svolge tuttora l'attività della Società Dantesca.
Nel 1920 Barbi fondò gli "Studi Danteschi" (giunti nel 2023 al LXXXVIII volume e diretti nel secolo scorso dal Barbi, da Mario Casella, da Gianfranco Contini e da Francesco Mazzoni).
Nel 1921, ricorrendo il VI centenario della morte di Dante, fu pubblicata l'edizione Le Opere di Dante, testo critico edito a Firenze da Bemporad. Edizione ripubblicata nel 1960 e nel 2011, arricchita quest'ultima da un saggio introduttivo di Enrico Ghidetti.
La Società Dantesca Italiana ha provveduto e provvede all'Edizione Nazionale delle Opere di Dante.

## Presidenti della Società dantesca
- 1888 Pietro Torrigiani (Presidente provvisorio)
- 1889-1891 Ubaldino Peruzzi (Presidente)
- 1891-1920 Pietro Torrigiani (Presidente)
- 1920-1927 Isidoro Del Lungo (Presidente)
- 1927-1931 Pio Rajna (Presidente)
- 1931-1943 Guido Mazzoni (Presidente) [8]
- 1943-1945 L. Ricasoli Firidolfi (vice Presidente, in carica dal 1943 al 1945)
- 1946-1948 Francesco Maggini (Commissario straordinario)
- 1948-1956 Mario Casella (Presidente 1948-1952; Commissario straordinario 1952-1956)
- 1956-1968 Gianfranco Contini (Commissario straordinario 1956; Presidente 1956-1968)
- 1968-2005 Francesco Mazzoni (Presidente; Presidente onorario 2005-2007)
- 2005-2007 Guglielmo Gorni (Presidente)
- 2007 Emilio Pasquini (Presidente)
- 2007-2012 Enrico Ghidetti (Presidente)
- 2012-2015 Eugenio Giani (Presidente)
- 2015– Marcello Ciccuto (Presidente)